# DeWitt Clinton Senter

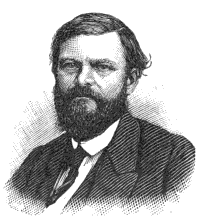
DeWitt Clinton Senter

DeWitt Clinton Senter, född 26 mars 1830 i McMinn County, Tennessee, död 14 juni 1898 i Hamblen County, Tennessee, var en amerikansk republikansk politiker. Han var guvernör i delstaten Tennessee 1869-1871.
Senter föddes i sydöstra Tennessee till metodistprästen William T. Senter och Nancy White Senter. DeWitt Clinton Senter studerade vid Strawberry Plains College i Jefferson County, Tennessee. Han studerade sedan juridik hemma och avklarade sin bar exam, examen som möjliggjorde honom arbetet som advokat i Tennessee. Senter var motståndare till Tennessees utträde ur USA. Amerikas konfedererade stater höll honom i sex månader som krigsfånge under amerikanska inbördeskriget. Han blev sedan chef för ett järnvägsbolag. Han var elektor för Abraham Lincoln i presidentvalet i USA 1864 och på nytt elektor för Ulysses S. Grant i presidentvalet i USA 1868.
Efter inbördeskriget valdes Senter till delstatens senat. I egenskap av senatens talman efterträdde han guvernör William Gannaway Brownlow som avgick 1869 för att tillträda som ledamot av USA:s senat. Senter besegrade sedan William B. Stokes i 1869 års guvernörsval i Tennessee. Demokraten John C. Brown efterträdde Senter som guvernör i oktober 1871. Senter lämnade därefter politiken.
Senters grav finns på Emma Jarnagin Cemetery i Morristown, Tennessee.